# Crouch (Idaho)
Pour les articles homonymes, voir Crouch.
Crouch est une ville américaine située dans le comté de Boise en Idaho.

## Démographie
| 1960 | 1970 | 1980 | 1990 | 2000 | 2010 |
| ---- | ---- | ---- | ---- | ---- | ---- |
| 89   | 71   | 69   | 75   | 154  | 162  |

Selon le recensement de 2010, Crouch compte 162 habitants. La municipalité s'étend sur 0,43 mille carré (1,11 km2), dont 0,42 mille carré (1,09 km2) de terres.